# رافاييل بوش
رافاييل بوش (بالإنجليزية: Rafael Bush)‏ هو لاعب كرة قدم أمريكية أمريكي، ولد في 12 مايو 1987 في ويليستون في الولايات المتحدة.

## وصلات خارجية
- رافاييل بوش على موقع مرجع كرة القدم المحترفة.كوم (الإنجليزية)